# Рудяков Андрій Павлович
Андрій Павлович Рудяков (рос. Андрей Павлович Рудяков; нар. 9 жовтня 1918, Ольховка — пом. 2001) — російський театральний актор.

## Біографія
Народився 9 жовтня 1918 року в слободі Ольховці (тепер Волгоградська область, Росія). В 1938 році закінчив театральне училище в Ростові-на-Дону. Працював у театрах Волгограда, Красноярська, Ульяновська, Тюмені, з 1971 по 1989 рік — у Дніпропетровському російському драматичному театрі імені М. Горького (у 1974—1984 роках його директор). Член КПРС з 1957 року.
Помер у 2001 році.

## Ролі
- Васильков («Шалені гроші» О. Островського);
- Лопахін, Войницький («Вишневий сад», «Дядя Ваня» Чехова);
- Єгор («Єгор Буличов та інші» М. Горького);
- Іоанн Грозний («Смерть Іоанна Грозного» О. К. Толстого);
- Дронов («Все залишається людям» Альошина);
- Лір («Король Лір» Шекспіра).

## Відзнаки
- заслужений артист РРФСР з 23 лютого 1960 року[1];
- народний артист УРСР з 1976 року;
- нагороджений орденом Трудового Червоного Прапора, медалями.